# Parque Estadual Serra da Boa Esperança
O parque estadual Serra da Boa Esperança é uma unidade de conservação brasileira de proteção integral da natureza localizada no estado de Minas Gerais, com território distribuído pelos municípios de Ilicínea e Boa Esperança.

## Histórico
Serra da Boa Esperança foi criado através de Decreto de número 44520 emitido pela Governador do Estado de Minas Gerais em 16 de maio de 2007, com uma área de 5 882,40 ha.